# فهرس ابن عطية
فهرس ابن عطيّة المحاربي الأندلسي (ت. 541 هـ): وفيه يسرد أسماء شيوخه مبتدئاً بأبيه الفقيه أبي بكر غالب (ت. 518 هـ/ 1124 م).

## نبذة
لم يفتتح عبد الحق فهرسته بالمقدمة المألوفة عند أغلب مدوني الفهارس، التي يتعرضون فيها إلى قيمة الإسناد والمحافظة عليه أو الدافع إلى تأليف هاته الفهارس، وإنما اقتصر بعد الحمد والتصلية على القول: (هذه تسمية من لقيته من الشيوخ حملة العلم وذكر من رويته عنهم ومن أجازني). ثم شرع في ذكر أسماء شيوخه الذين اتصل به وأخذ عنهم والذين أجازوه. ولم يراع في ذكرهم أي ترتيب. وجملة الشيوخ الذين ترجمهم عبد الحق بن عطية في هته الفهرسة ثلاثون شيخاً.
وقد احتوت أيضاً على أسماء الكثير من المحدثين والفقهاء والعلماء بالأندلس في القرن السادس الهجري وإنتاجهم الفكري الجليل ومدى اهتمامهم برواية العلوم.
أما عن عدد الكتب المروية المذكورة في الفهرسة فهو حوالي عشرين ومائة كتاب. هذا علاوة عن كلمة «تواليف» والتي تعني مجموعة من الكتب التي رواها عن شيوخه.

## الطريقة في الفهرسة
طريقته في ترجمة شيوخه أن يعطي عنهم صورة واضحة لحياتهم العلمية كاتصالهم بالشيوخ وطلبهم للإجازة والكتب التي دروسها أو بعض الوقائع التي وقعت لهم مع بعض العلماء.
وقد يتطرق أحياناً إلى حياتهم الشخصية والاجتماعية ويصفهم بما استحقوه من الأوصاف. ويتطرق أيضاً إلى تعيين سنة ولادتهم ووفاتهم. ولا ينسى أن يذكر ما تقلدوه من المناصب كخطة القضاء. ثم يبدأ في سرد الكتب التي رواها عنهم سماعاً أو قراءة أو مناولة أو إجازة ويذكر أحياناً المكان والزمان.
ويذكر أحياناً سلسلة السند لبعض الكتب المروية إلى مؤلفيها ويبدو هذا خاصة مع صحيح البخاري وصحيح مسلم وسنن أبي داود وبعض الكتب الأخرى. وتراجم شيوخه تتفاوت في الطول والقصر: فربما تبلغ الترجمة وذكر الكتب المروية الصفحات، وهذا واضح في أول الفهرسة، وربما تبلغ أسطراً معدودة وهذا جلي في آخر الفهرسة.
وهو لم يعتمد أسلوب الحشو والاستطراد إلا في بعض المواضع التي يصلح فيها بعض الآراء أو يورد بعض الفوائد التاريخية.

## أهميتها
اعتنى العلماء قديماً بهاته الفهرسة الاعتناء الكبير فقرأوها على مؤلفها وانسخو منها نسخاً.
وكانت مصدراً للمؤرخين الأندلسيين فاعتمدوها كثيراً.
ولهذه الفهرسة قيمة كبيرة، تتجلى فيما احتوته من الكتب التي كنت محور الدرس والأخذ والعطاء. فهاته الفهرسة من أجل الوثائق لمعرفة حياة الكتب وما طرأ عليها وكيف دخلت مصراً من الأمصار الإسلامية وعلى يد من دخلت. وهي من أجل الوثائق أيضاً لمعرفة حياة الطالب العلمية وعلاقته بشيخه. وكذلك معرفة طريقة التدريس. كما أننا نستشف منها المعلومات الوافية عن الحياة العلمية بمدن الأندلس وما بلغته من شأو عظيم.
وكانت الفهرسة موضوع دراسة وتحليل للإسباني José.Forneas لنيل الدكتورا سنة 1970م بجامعة غرناطة، وقد نشرت دراسة مختصرة لأطروحته ضمن نشريات جامعة غرناطة: قسم الدراسات العربية والعبرية